# 圣皮埃尔德菲尔萨克
圣皮埃尔-德菲尔萨克（法語：Saint-Pierre-de-Fursac，法語發音：[sɛ̃ pjɛʁ də fyʁsak]）是法国克勒兹省的一个旧市镇，属于盖雷区。2017年1月1日，圣皮埃尔-德菲尔萨克和市镇圣艾蒂安-德菲尔萨克合并为新市镇菲尔萨克（Fursac）。

## 地理
圣皮埃尔-德菲尔萨克（46°8'53"N, 1°30'45"E）面积27.33 平方千米，位于法国新阿基坦大区克勒兹省，该省份为法国中部省份，位于法國中央高原西北部，北起安德尔省和谢尔省，西接维埃纳省，南至科雷兹省，东临多姆山省，东北与阿列省接壤。
与圣皮埃尔-德菲尔萨克接壤的市镇（或旧市镇、城区）包括：圣艾蒂安-德菲尔萨克、拉苏泰赖讷、圣莫里斯-拉苏泰赖讷、圣普列斯特拉弗耶、福勒、弗罗芒塔勒。
圣皮埃尔-德菲尔萨克的时区为UTC+01:00、UTC+02:00（夏令时）。

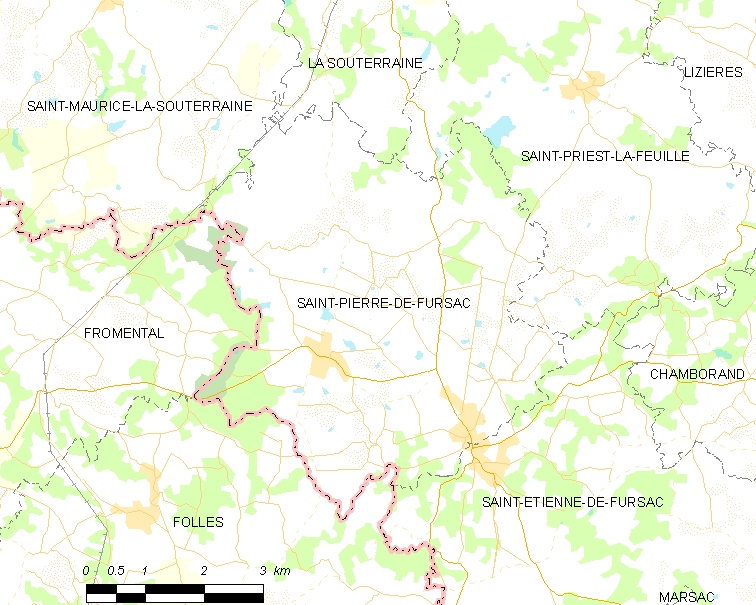
圣皮埃尔-德菲尔萨克的OSM定位图

## 行政
圣皮埃尔-德菲尔萨克的邮政编码为23290，INSEE市镇编码为23231。

## 政治
圣皮埃尔-德菲尔萨克所属的省级选区为勒格朗堡县。

## 人口

1962-2008年间圣皮埃尔-德菲尔萨克人口变化图示

圣皮埃尔-德菲尔萨克于2018年1月1日时的人口数量为748人。